# Paimbœuf

Localització de Paimbœuf

Paimbœuf (en bretó Pembo, en gal·ló Pemboe) és un municipi francès, situat a la regió de país del Loira, al departament de Loira Atlàntic, que històricament va formar part de la Bretanya. L'any 2006 tenia 3.054 habitants. Limita amb Corsept, Saint-Père-en-Retz i Saint-Viaud.

## Demografia
| 1801                                       | 1866 | 1921 | 1936 | 1962 | 1968 | 1975 | 1982 | 1990 | 1999 | 2007 |
| ------------------------------------------ | ---- | ---- | ---- | ---- | ---- | ---- | ---- | ---- | ---- | ---- |
| 4120                                       | 3194 | 2454 | 2340 | 3580 | 3802 | 3565 | 3321 | 2842 | 2758 | 3093 |
| Des de 1962: població sense dobles comptes |      |      |      |      |      |      |      |      |      |      |

## Administració
| Període     | Identitat         | Partit |
| ----------- | ----------------- | ------ |
| 1931 - 1935 | Pierre Le Meur    |        |
| 1935 - 1959 | Charles Gautier   |        |
| 1959 - 1971 | Albert Chasagne   |        |
| 1971 - 1977 | Férréol Prézelin  |        |
| 1977 - 1995 | Jean Louison      |        |
| 1995 - 2001 | Philippe Caillaud |        |
| 2001 -      | Michel Bahurel    | PS     |